# Hongqi LS7
Le Hongqi LS7 est un prochain SUV de luxe qui sera produit par le constructeur automobile de luxe chinois Hongqi, une filiale de FAW Group.

## Aperçu

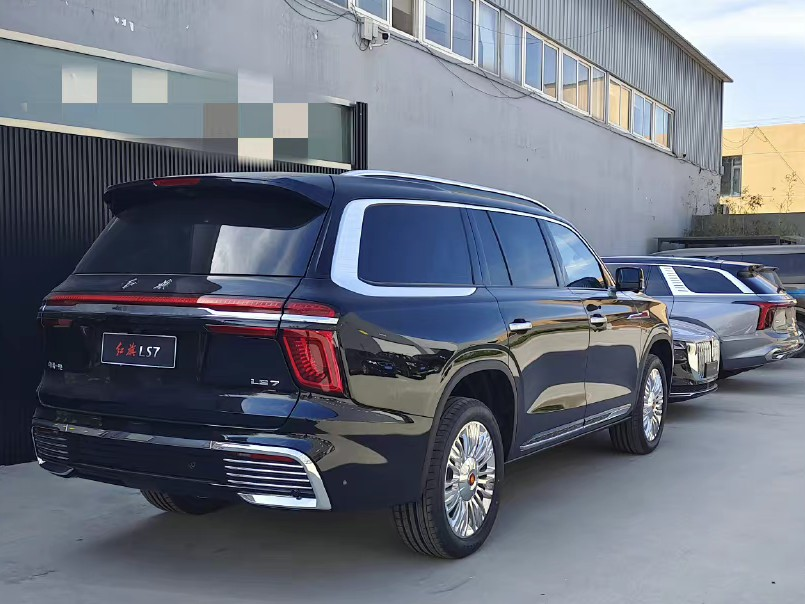
Hongqi LS7, vue arrière

Le Hongqi LS7 a été officiellement dévoilé en ligne le 25 octobre 2021, en tant que plus grand SUV d'un fabricant chinois et concurrent direct des SUV de luxe domestiques tels que le BAIC BJ90 et des modèles d'importation étrangers, notamment le Cadillac Escalade, le Lincoln Navigator et le Mercedes-Benz Classe GL.

## Caractéristiques
Le Hongqi LS7 utilise un moteur V8 turbocompressé de 4,0 litres qui produit 480 kW (644 ch; 653 PS) et 850 N⋅m de couple,.